# Euroliga 1996./97. (vaterpolo)
Ovo je trideset i četvrto izdanje elitnog europskog klupskog vaterpolskog natjecanja koje se više ne naziva Kupom europskih prvaka već Ligom prvaka ili Euroligom. Još u skupini ispali su Budimpešta, NCHZ Nováky, Olympiakos i Spandau. Final Four je održan u Napulju u Italiji.
Poluzavršnica
- Posillipo -  Barcelona 8:6
- Mladost -  Bečej 6:5

Završnica
- Posillipo -  Mladost 10:7

- sastav Posillipa (prvi naslov): Milan Tadić, Paolo Zizza, Dušan Popović, Giuseppe Porzio, Francesco Postiglione, Gianfranco Salvati, Fabio Galasso, Francesco Porzio, Bruno Antonino, Ferdinando Gandolfi, Piero Fiorentino, Carlo Silipo, Fabio Bencivenga